# كارلوس إدواردو سواريس
كارلوس إدواردو سواريس (بالبرتغالية: Ataliba‏) (2 مارس 1979 في كامبيناس في البرازيل – )؛ هو لاعب كرة قدم سابق كان يلعب كلاعب وسط.

## وصلات خارجية
- كارلوس إدواردو سواريس على موقع رابطة كرة القدم اليابانية للمحترفين (اليابانية)
- كارلوس إدواردو سواريس على موقع قاعدة بيانات كرة القدم.إي يو (الإنجليزية)
- كارلوس إدواردو سواريس على موقع Soccerway.com (الإنجليزية)
- كارلوس إدواردو سواريس على موقع عالم كرة القدم.نت (الإنجليزية)